# Liste du patrimoine mondial au Qatar
Cet article recense les sites inscrits au patrimoine mondial au Qatar.

## Statistiques
Le Qatar accepte la Convention pour la protection du patrimoine mondial, culturel et naturel le 12 septembre 1984.
En 2013, le Qatar compte un site inscrit au patrimoine mondial. Le pays a également soumis un site naturel à la liste indicative.

## Listes

### Patrimoine mondial
Les sites suivants sont inscrits au patrimoine mondial.
| Site                            | Subdivisions | Type                       | Date | Superficie (ha) | Lien | Notes | Coordonnées                       | Illus. |
| ------------------------------- | ------------ | -------------------------- | ---- | --------------- | ---- | ----- | --------------------------------- | ------ |
| Site archéologique d'Al Zubarah | Ash Shamal   | Culturel, (iii), (iv), (v) | 2013 | 416             | 1402 |       | 25° 58′ 41″ nord, 51° 01′ 48″ est |        |

### Liste indicative
Les sites suivants sont inscrits sur la liste indicative.
| Site                                | Subdivisions      | Type                  | Date | Superficie (ha) | Lien | Notes | Coordonnées                       | Illus. |  |
| ----------------------------------- | ----------------- | --------------------- | ---- | --------------- | ---- | ----- | --------------------------------- | ------ |  |
| Réserve naturelle de Khawr al Udayd | Jariyan al Batnah | Naturel (vii), (viii) | 2008 |                 | 5317 |       | 24° 42′ 50″ nord, 51° 24′ 54″ est |        |  |